# Virendra Verma
Virendra Verma (* 18. September 1916 in Shamli, Distrikt Muzaffarnagar, United Provinces of Agra and Oudh, Britisch-Indien, heute: Uttar Pradesh; † 2. Mai 2009 ebenda) war ein indischer Politiker des Indischen Nationalkongresses (INC), der Lok Dal (LKD), der Janata Dal (JD) sowie der Bharatiya Janata Party (BJP), der unter anderem zwischen 1984 und 1990 Mitglied der Rajya Sabha war, des Oberhauses des Parlaments (Bhāratīya Sansad). Er fungierte 1990 als Gouverneur von Punjab und als Administrator von Chandigarh sowie von 1990 bis 1993 als Gouverneur von Himachal Pradesh. Er gehörte ferner von 1998 bis 1999 als Mitglied der Lok Sabha an, dem Unterhaus des Parlaments.

## Leben

### Studien, Abgeordneter und Minister in Uttar Pradesh
Virendra Verma, Sohn von Choudhury Raghuveer Singh, absolvierte zunächst ein grundständiges Studium, welches er mit einem Bachelor of Arts (B.A.) beendete. Ein darauf folgendes Studium der Rechtswissenschaften am Meerut College, das heute zur Chaudhary Charan Singh University gehört, schloss er 1943 mit einem Bachelor of Laws (LL.B.) ab. Er war als Landwirt tätig und begann sein politisches Engagement von 1948 bis 1952 als Präsident des Distriktsausschusses im Distrikt Muzaffarnagar und war zugleich zwischen 1949 und 1955 Vizepräsident des Verbandes der Zuckerrohr-Genossenschaften (Sugarcane Cooperative Union Federation) im Bundesstaat Uttar Pradesh. Er war ferner zwischen 1950 und 1959 Präsident des Indischen Nationalkongresses (INC) im Distrikt Muzaffarnagar sowie von 1950 bis 1980 Mitglied des All India Congress Committee, des All-Indischen Zentralkomitees der Kongresspartei.
1952 wurde Verma für den INC erstmals Mitglied der Legislativversammlung (Vidhan Sabha), des Unterhauses des Parlaments von Uttar Pradesh, und gehörte diesem für vier Legislaturperioden bis 1962 an. Während der Amtszeit von Chief Minister Sampurnanand war er zwischen 1959 und 1960 stellvertretender Minister für Genossenschaften von Uttar Pradesh sowie von 1960 bis 1967 Mitglied des Exekutivrates des INC des Bundesstaates. Er war zwischen 1967 und 1968 erneut Mitglied der Legislativversammlung von Uttar Pradesh und bekleidete von 1967 bis 1975 die Funktion als Vorsitzender des Indischen Zuckerrohr-Entwicklungsrates (Indian Sugarcane Development Council). 1969 wurde er abermals Mitglied der Legislativversammlung von Uttar Pradesh und gehörte dieser nunmehr bis 1977 an. Im Kabinett von Chief Minister Tribhuvan Narain Singh war er zwischen 1970 und 1971 Minister für Bewässerung, Energie, Industrie, Arbeit, Bildung und technische Bildung sowie Inneres sowie von 1973 bis 1975 Vorsitzender des Ausschusses für öffentliche Unternehmen der Vidhan Sabha von Uttar Pradesh, ehe er im Anschluss zwischen 1975 und 1977 Landwirtschaftsminister in der Regierung des Bundesstaates. Danach war er noch von 1977 bis 1980 Mitglied des Congress Working Committee, des Geschäftsführenden Vorstandes des Indischen Nationalkongresses.

### Rajya Sabha-Mitglied, Gouverneur und Lok Sabha-Mitglied
Nachdem Virendra Verma aus dem INC ausgetreten war, schloss er sich zunächst der Lok Dal (LKD) an und anschließend der 1988 aus dieser hervorgegangenen Janata Dal (JD) an. Für die Lok Dal wurde er am 3. April 1984 erstmals Mitglied der Rajya Sabha, des Oberhauses des Parlaments (Bhāratīya Sansad), und gehörte dieser nach seiner Wiederwahl am 3. April 1990 bis zum 14. Juni 1990 an. Während seiner Mitgliedschaft in der Rajya Sabha war er zwischen 1984 und 1988 Vorsitzender der Lok Dal-Fraktion beziehungsweise von 1988 bis 1990 stellvertretender Vorsitzender der Janata Dal-Fraktion. Er war außerdem 1984 Mitglied des Ausschusses für Allgemeine Angelegenheiten sowie von 1984 bis 1985 und erneut 1988 Mitglied des Ausschusses für Privilegien. Des Weiteren fungierte er zwischen 1987 und 1990 als Vizepräsident der Rashtriya Lok Dal (RJD), eine Regionalpartei im Bundesstaat Uttar Pradesh.
Als Nachfolger von Nirmal Mukarji wurde Verma 14. Juni 1990 Gouverneure von Punjab und bekleidete dieses Amt bis zum 17. Dezember 1990, woraufhin Om Prakash Malhotra ihn ablöste. Zugleich fungierte er als Nachfolger von Mukarji vom 14. Juni 1990 bis zu seiner Ablösung durch Malhotra am 17. Dezember 1990 kraft Amtes auch als Administrator von Chandigarh. Er selbst wiederum löste B. Rachaiah am 20. Dezember 1990 als Gouverneur von Himachal Pradesh ab. Dieses Amt bekleidete er bis zum 29. Januar 1993 und wurde daraufhin von Surendra Nath abgelöst.
Bei der Parlamentswahl am 16., 22., 23. und 28. Februar, sowie am 7. März 1998 wurde er für die Bharatiya Janata Party (BJP) im Wahlkreis Uttar Pradesh–Kairana zum Mitglied der Lok Sabha gewählt, des Unterhauses des Parlaments, und gehörte dieser in der zwölften Legislaturperiode bis zum Parlamentswahl im September/Oktober 1999 an. Während seiner Mitgliedschaft in der Lok Sabha war er zwischen 1998 und 1999 Mitglied des Landwirtschaftsausschusses sowie Mitglied des Beirates des Ministeriums für Ernährung und Verbraucherangelegenheiten.
Aus seiner im Juni 1940 geschlossenen Ehe mit Rameshwari Devi gingen ein Sohn und zwei Töchter hervor.                 